# إيغون وينر
إيغون وينر (بالإنجليزية: Egon Weiner) هو نحات أمريكي، ولد في 1906، وتوفي في 1 أغسطس 1987.